# Alterung (Wein)

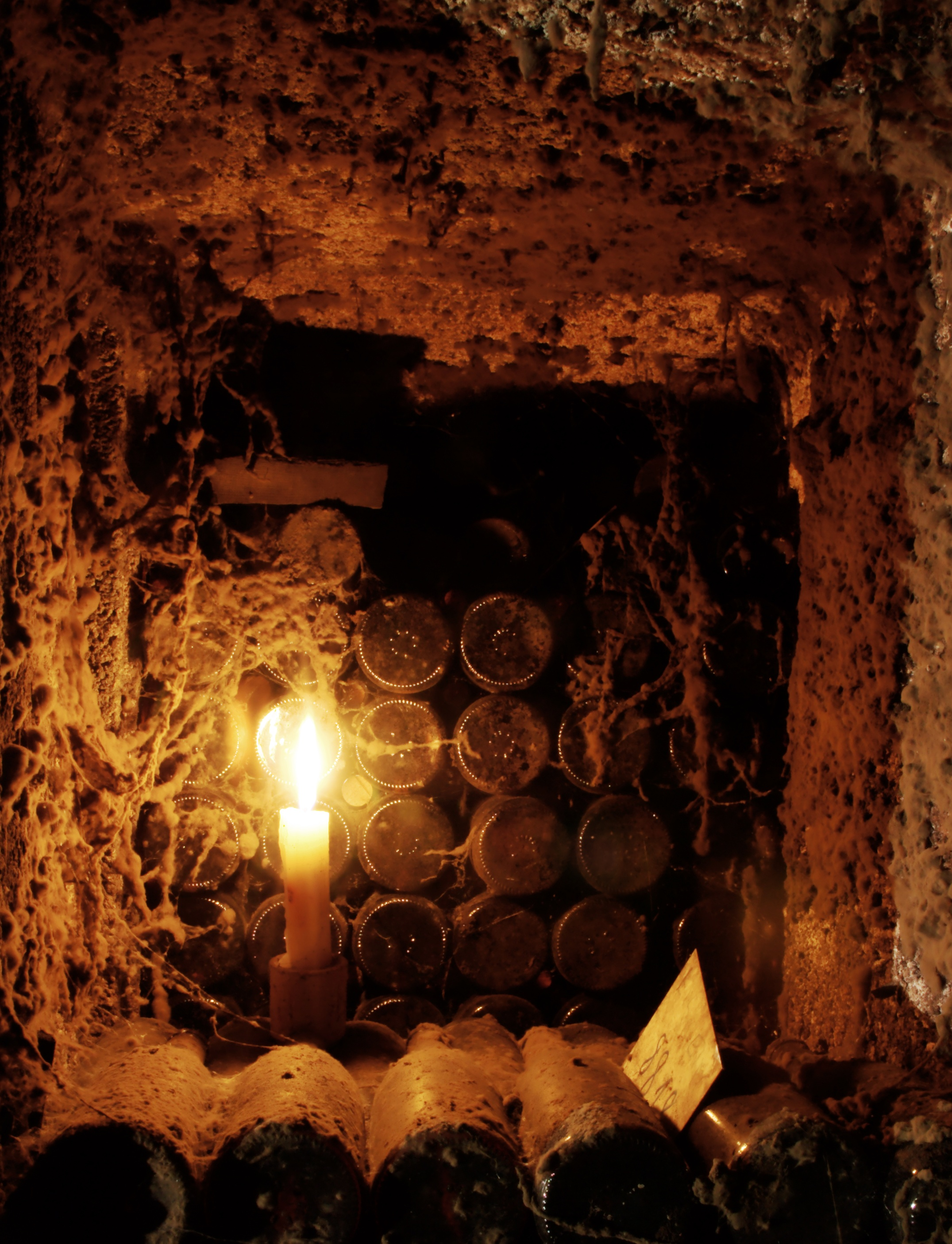
Flaschen in einem alten Weinkeller, die vom sogenannten Kellertuch (Schimmel) überzogen sind

Wein gehört zu den Getränken, die unter gewissen Voraussetzungen von einer zeitlich begrenzten Alterung profitieren können. Während man mit dem Begriff der Flaschenalterung oder Flaschenreife meist den positiven Einfluss auf das Getränk Wein verbindet, umfasst der Begriff der Alterung die gesamte Zeitspanne zwischen dem Abschluss der alkoholischen Gärung und dem Zeitpunkt, an dem der Wein ungenießbar ist.
Im Idealfall verbessert sich der Wein während einer gewissen Zeit. Eine Fülle chemischer Reaktionen verändert die Weinaromen, den Duft, die Textur und den Geschmack, und der Wein bildet das sogenannte Bouquet aus. Beteiligt an den Reaktionen sind die im Wein enthaltenen Zucker, die Säuren sowie die Phenole.
Die Fähigkeit zum Altern hängt von einer Vielzahl von Faktoren wie der Rebsorte, dem Jahrgang, der Weinherstellung, dem Weinbaugebiet und dem angestrebten Weintypus (beispielsweise Sortenwein, Verschnitt (Cuvée), Oxidativer Wein etc.) ab. Das Warten auf den optimalen Zeitpunkt der Trinkreife kann kostspielig sein, da die Flaschenlagerung den notwendigen Platz sowie viel Kapital, den Marktwert des Weines jedoch nicht zwangsläufig erhöht. Eine traditionelle Methode der Weinlagerung ist die in Weinkellern. Der sich dort mit der Zeit ausbreitende Kellerschimmel entwickelt keinen unangenehmen Geruch, gedeiht am besten unter auch für die Weinlagerung idealen Bedingungen.

## Die Geschichte zur Alterung von Wein
Bereits den alten Griechen (→ Geschichte des Weinbaus in Griechenland) war der positive Einfluss einer korrekten Lagerung der Weine bekannt. Weine aus teilrosinierten Beeren waren sehr süß und verfügten über ein gutes Alterungspotential. Die Zugabe von Harz, wie sie heute noch im Retsina praktiziert wird, sollte den Wein haltbarer machen.
Die Römer erkannten bald den Einfluss des Weinbaugebiets und des Weinjahrgangs. Falerner und Surrentiner waren nach 15 bis 20 Jahren Lagerung sehr geschätzt, wie sich bei Ausgrabungen in Pompeji zeigte. Durch Erhitzen oder Räuchern sollte die Alterung der Weine beschleunigt werden. Von Galenos wissen wir jedoch, dass er den künstlich gealterten Weinen nicht die gleiche Heilkraft wie den normal gealterten Weinen zusprach.
Im Evangelium nach Lukas heißt es: Und niemand, der alten Wein getrunken hat, will neuen; denn er sagt: Der alte Wein ist besser. (Lk 5,39 ) Zu jener Zeit war jedoch die Dichtheit der Gebinde problematisch: Der Wein wurde meist in irdenen Krügen und Amphoren gelagert und transportiert. Lediglich kleine Mengen wurden in Weinschläuche gefüllt.
Nach dem Zerfall des Römischen Reiches kam der Fortschritt im Weinbau über 1000 Jahre praktisch zum Erliegen. In den geeigneten Gebieten war der Markt für die teuren Weine zusammengebrochen. Die Weine der vormals nördlichen Provinzen des Reichs waren dünn, scharf und alkoholarm. Sie hielten sich lediglich wenige Monate und dienten vorwiegend dem Hausgebrauch in Ermangelung sauberen Wassers.
Der Ausdruck alter Wein bezeichnet im Deutschen (bereits in der Sprache des Mittelalters und der Frühneuzeit) meist jeden Wein, der älter als der letzte Jahrgang ist.
Mit der weintechnischen Beherrschung des Riesling entstanden ab dem 16. Jahrhundert in Deutschland langlebige Weißweine, die vom Gleichgewicht zwischen stahliger Säure, Süße sowie einer konstanten Kellertemperatur von 12 °C oder weniger profitierten.

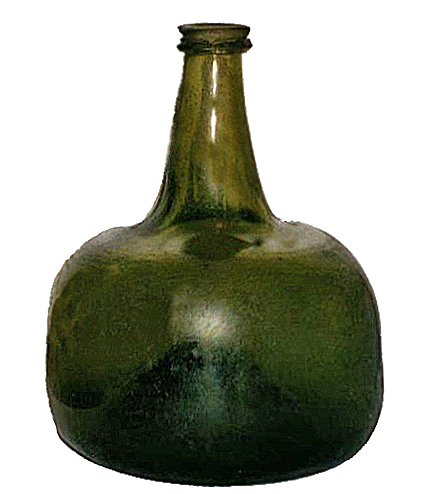
Eine Zwiebelflasche aus dem Jahr 1750

Die verbesserten Techniken zur Herstellung der Glasflasche sowie des Korkens im 17. Jahrhundert ermöglichte große Fortschritte in der korrekten Lagerung von Wein. Davor wurden die Weine in großen Gebinden gelagert und der Kellermeister musste die Fässer ständig neu auffüllen, um eine Oxidation durch direkten Sauerstoffkontakt an der Weinoberfläche zu vermeiden.
Im 17. Jahrhundert entdeckten die Engländer die aufgespriteten Portweine, den gereiften Sherry sowie den durch Wärmebehandlung haltbar gemachten Madeirawein (siehe auch Likörwein). Für die langen Seewege nach England sowie in die britischen Kolonien bedurfte es lagerfähiger Weine. Die britischen Weinliebhaber beeinflussten durch ihre Nachfrage auch nachhaltig den Weinstil des Bordeaux, der bis heute als Referenz eines haltbaren, trockenen Rotweins gilt.
Die gestiegene Nachfrage nach gealterten Weinen wandelte auch die Rolle des Weinhandels, dem nun auch die Bevorratung junger Weine bis zur Trinkreife anvertraut wurde. Insbesondere in Beaune im Weinbaugebiet Burgund, in der Stadt Porto sowie in Bordeaux wurde der große Einfluss und die wachsende Macht der Weinhändler sichtbar.